# 張寧
張寧（ちょう・ねい、Zhang Ning、1975年5月19日 - ）は、中国のバドミントン選手。

## 概要
1994年のユーバー杯決勝で19歳の張寧は2－2の状況で中国の第3シングルスとして出場したが、当時まだわずか14歳のインドネシアのミア・アウディナの前に敗れ、中国は優勝を逃した。このことは張寧の選手人生を大きく変える事になっていく。
それから8年余り、同年代の選手がほとんど成績を残して引退し自分より若い選手が活躍し始める中、張寧は目立った記録を残すことなく日々の練習に明け暮れていた。
その張寧にとって大きな転機が訪れたのは2003年である。この年、張寧はオープン大会を次々に制覇し8月には世界選手権というビッグタイトルを手にした。
そして、2004年のアテネオリンピックで、強敵を次々に撃破し、決勝ではアウディナにファイナルゲームの末に破り、オリンピックチャンピオンをも手にした。これはあたかも10年前の雪辱を果たしたかのようであった。
オリンピックの後、張寧は「もうやり残した事はありません」と言ったが、その後もずっとプレーを続けている。2006年のユーバー杯決勝では第1シングルスとして出場し、再びアウディナを破った。
2008年の北京オリンピックでも決勝で謝杏芳を21-12,10-21,21-18のスコアで破り金メダルを獲得、張寧はオリンピックのシングルスを連覇した初の選手となった。

## プレースタイル
張寧は女子選手の中では比較的攻撃意識が強く、ドロップやカットで攻めることを得意とする。また、175cmと長身のため、コート全体をカバーするフットワークを持つ。ミスの少なさも世界で1,2位を争う。また、全てのショットを同じフォームから打つため、非常にコースが読みにくいとされる。